# Stefanie Roeger
Stefanie Roeger (* 31. März 1904 in Markdorf; † 22. Februar 1992 in Heilbronn) war eine deutsche Politikerin (CDU).

## Leben
Nach dem Besuch der Realschule absolvierte Roeger von 1922 bis 1924 eine Lehre als Bankkauffrau. Sie orientierte sich beruflich um und schloss noch eine Ausbildung als Krankenschwester ab. Im Anschluss arbeitete sie zehn Jahre lang als Kranken- und Operationsschwester. Von 1942 bis 1946 war sie als Sekretärin und Sachbearbeiterin bei der Industrie- und Handelskammer in Stuttgart tätig.
Roeger schloss sich nach dem Zweiten Weltkrieg den Christdemokraten an und war seit 1946 Frauenreferentin der CDU Nord-Württemberg. Sie wurde 1954 in den Vorstand des Bundesfrauenausschusses gewählt und war von 1958 bis 1962 Vorstandsmitglied der Bundesfrauenvereinigung der CDU. Dem Landtag von Baden-Württemberg gehörte sie vom 10. September 1963, als sie für den ausgeschiedenen Abgeordneten Adalbert Seifriz nachrückte, bis 1968 an. Sie vertrat ein Zweitmandat des Wahlkreises Stuttgart II, über das sie bei der Landtagswahl 1964 selbst gewählt wurde. Nach ihrem Ausscheiden aus dem Parlament wirkte sie als Beraterin der CDU-Landtagsfraktion.
Stefanie Roeger war die Nichte der württembergischen Zentrums- und CDU-Politikerin Luise Rist.

## Ehrungen
- 1978: Verdienstmedaille des Landes Baden-Württemberg